# GP Groenendaal
De GP Groenendaal was een veldrijwedstrijd die in 2009 voor het eerst werd georganiseerd in de Nederlandse gemeente Sint-Michielsgestel.

## Erelijst

### Mannen elite
| Datum | Klassement | Cat. | Winnaar             | Tweede          | Derde               |
| ----- | ---------- | ---- | ------------------- | --------------- | ------------------- |
| 2010  |            |      | Bart Aernouts       | Gerben de Knegt | Thijs Al            |
| 2009  |            |      | Eddy van IJzendoorn | Bart Wellens    | Richard Groenendaal |

Seizoen 2024-2025

 Cyclocross Ruddervoorde (1998-heden) ·  Druivencross Overijse (1983-2000, 2023-heden) ·  Jaarmarktcross Niel (2020-heden) ·  Vlaamse Aardbeiencross Merksplas (1999-heden) ·  Zilvermeercross (2024) ·  Cyclocross Diegem (1982-2019, 2020-heden) ·  Cyclocross Gullegem (2023 en 2025) ·  Noordzeecross Middelkerke (2011-2021, 2023-heden)

Voormalig

 GP Eric De Vlaeminck Zolder (2020-2023) ·  Niels Albert CX Boom (2017-2023) ·  Cyclocross Asper-Gavere (1983-2022) ·  Cyclocross Gieten (1989-2021) ·  Cyclocross Zonhoven (2010-2019) ·  GP Région Wallonne (2014-2016) ·  Bollekescross Hamme (2004-2013) ·  GP Fidea Vorselaar (2002-2010) ·  Internationale cyclocross Veghel-Eerde (2007-2008) ·  Superprestige Sint-Michielsgestel (1998, 2000-2006) ·  Cyclocross Raismes (2004) ·  Cyclocross Harnes (1999-2003)